# Landkreis Waldeck-Frankenberg
Waldeck-Frankenberg er en Landkreis i regierungsbezirk Kassel i den nord-vestlige del af den tyske delstat Hessen.  
Korbach er den største by og fungere som administrationsby.

## Byer og kommuner
Kreisen havde 156953  indbyggere pr.  2018-12-31

| Byer | Kommuner |  |
| --- | --- |  |
| 1. Bad Arolsen (15470) 2. Bad Wildungen (17137) 3. Battenberg (Eder) (5323) 4. Diemelstadt (5208) 5. Frankenau (2904) 6. Frankenberg (Eder) (17808) 7. Gemünden (Wohra) (3801) 8. Hatzfeld (Eder) (2939) 9. Korbach (23581) 10. Lichtenfels (4139) 11. Rosenthal (2177) 12. Volkmarsen (6804) 13. Waldeck (6761) | 1. Allendorf (Eder) (5568) 2. Bromskirchen (1932) 3. Burgwald (4969) 4. Diemelsee (4733) 5. Edertal (6242) 6. Haina (Kloster) (3455) 7. Twistetal (4334) |  |